# Orde van Sint Jacob (Holland)

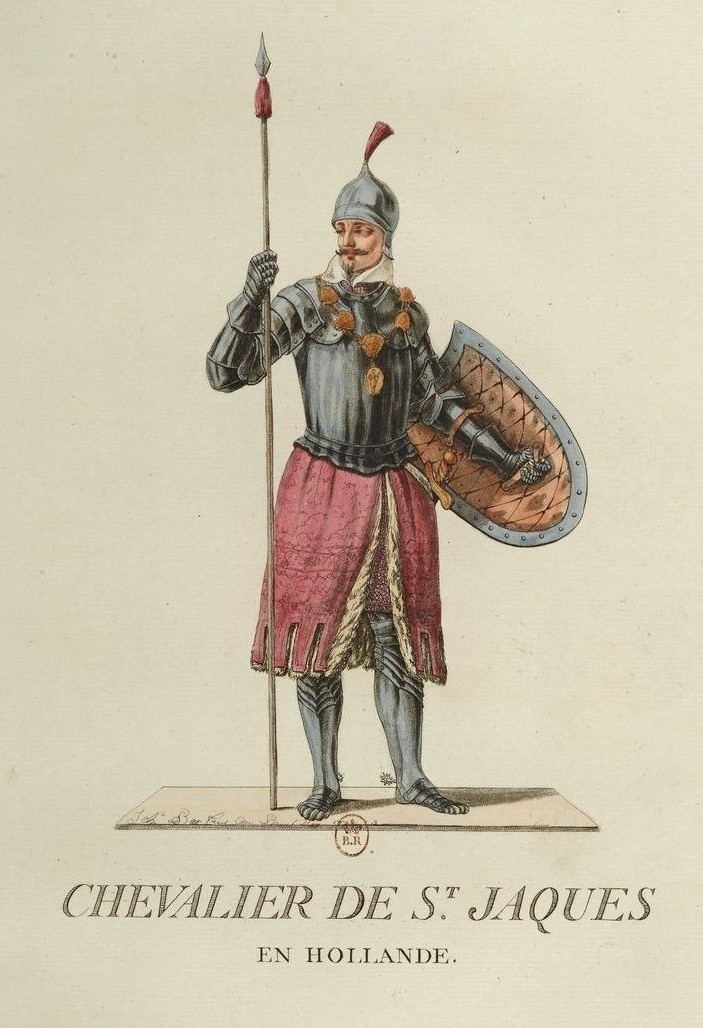
Musée du Louvre. Collection Edmond de Rothschild. Jacques Charles Bar, Chevalier de St. Jaques en Hollande. Parijs 1778/79.

De Orde van Sint Jacob is een Hollandse ridderlijke orde, die in 1290 of 1279 door graaf Floris V van Holland gesticht is als een ridderorde met dertien leden. Door de Britse ridderorde-auteur Peter Bander van Duren wordt  de Orde beschreven als een Catholic-founded order of knighthood. . Momenteel bekleedt een lid van de prinselijke familie Bentheim-Steinfurt, als rechtsopvolger van de graven van Holland, het hoogste gezag binnen de Orde.

## Ontstaansgeschiedenis
Ondanks het feit dat de specifieke details van de geschiedenis onduidelijk blijven, bieden historische kronieken en documenten waardevolle inzichten in de oorsprong en betekenis van de Orde.
Historische verwijzingen, kronieken en documenten:
- Kroniek van Holland: Deze 14e-eeuwse kroniek vermeldt dat graaf Floris V een ridderorde stichtte, maar noemt deze niet expliciet.
- Kroniek van Cornelius Aurelius: Deze 16e-eeuwse kroniek bevestigt de stichting van de orde door graaf Floris V en vermeldt het ridderen van burgers.
- Inleiding tot de Hollandse Rechtsgeleerdheid van Hugo de Groot: Dit 17e-eeuwse juridische werk bevestigt het historische verhaal van de verheffing van burgers door graaf Floris V en de daaropvolgende opkomst van "welgeboren mannen" (Vol. 1, 14e par., no. 4).
- Rijmkroniek: Deze 13e-eeuwse kroniek, hoewel de Orde niet expliciet wordt genoemd, geeft context voor het sociale en politieke klimaat van die tijd, inclusief het ridderen van burgers (Stoke, Rijmkroniek, VIII, 660-679; IX, 945-949).
- Kroniek van Zeeland van Johan Reygersberg: Deze 16e-eeuwse kroniek vermeldt de Orde en haar insignes, en beschrijft deze als een gouden halsketting met Sint-Jakobsschelpen.
- Annales généalogiques de la maison de Lynden van Christophorus Butkens: Dit 17e-eeuwse werk geeft gedetailleerde informatie over de Orde, waaronder de namen van de twaalf ridders die er deel van uitmaakten.
- Donationes Belgicae van Aubertus Miraeus: Dit 17e-eeuwse werk verwijst naar een oud Nederlands manuscript, het "Register van de Ridderschap", dat meer details over de Orde geeft.

## Historische dialoog

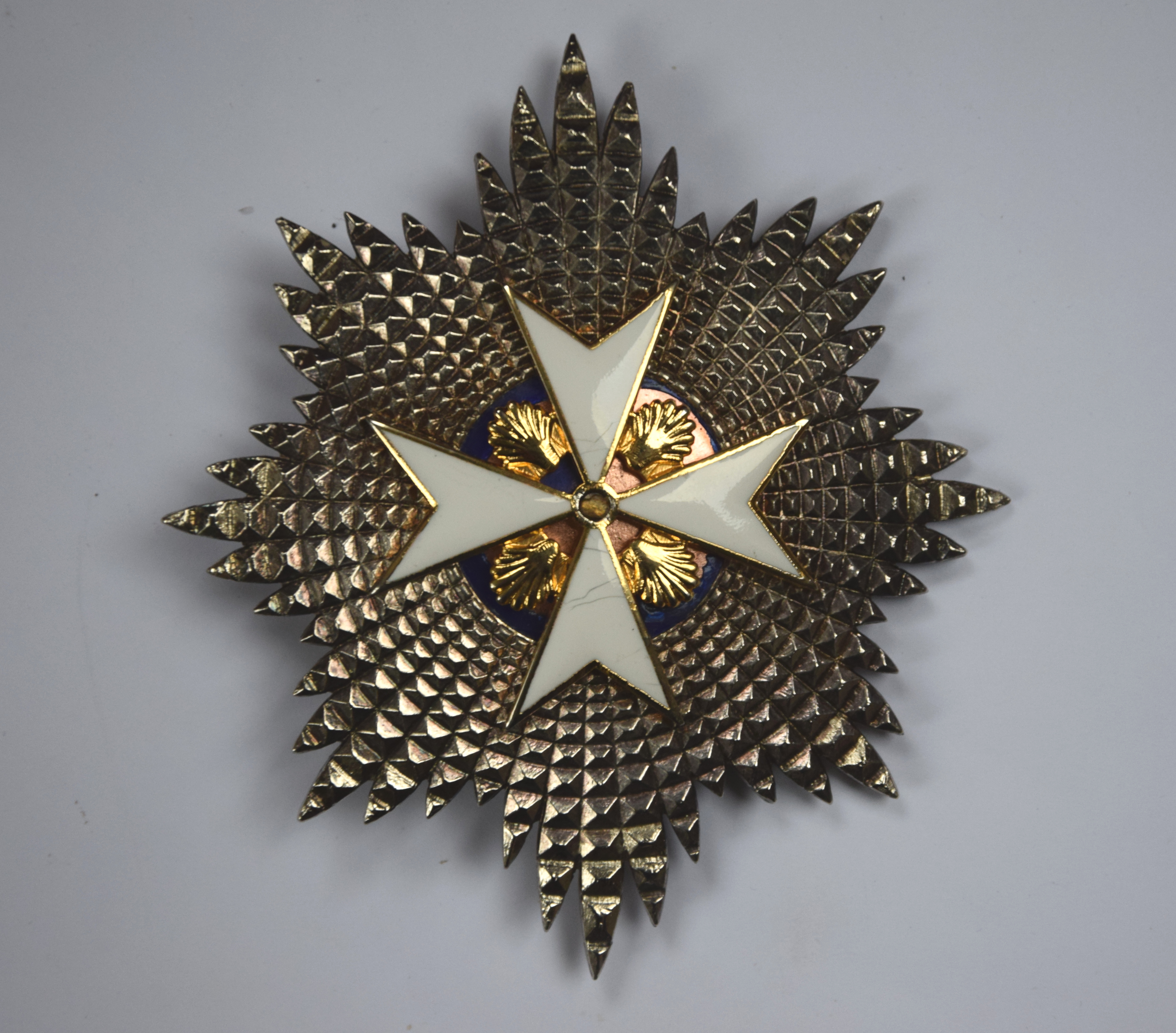
Borstster Orde van Sint-Jacob, gemaakt in Schoonhoven door G.J. van den Bergh Zilverwerken in de 20e eeuw (particuliere collectie).

Met de terugkeer van Koning Willem I naar Nederland bleef de Orde onafhankelijk en soeverein. Gedurende de 19e eeuw werden talrijke dialogen en publicaties gewijd aan de geschiedenis en tradities van de Orde, met name door M.L. baron van Hangest d'Yvoy en F.G. baron van Lynden van Hemmen. De standpunten hadden betrekking op genealogie, historische documenten, de romantische heropleving van de stichting van de Orde en haar ridderlijke ontwikkeling . 